# Hoogteblad

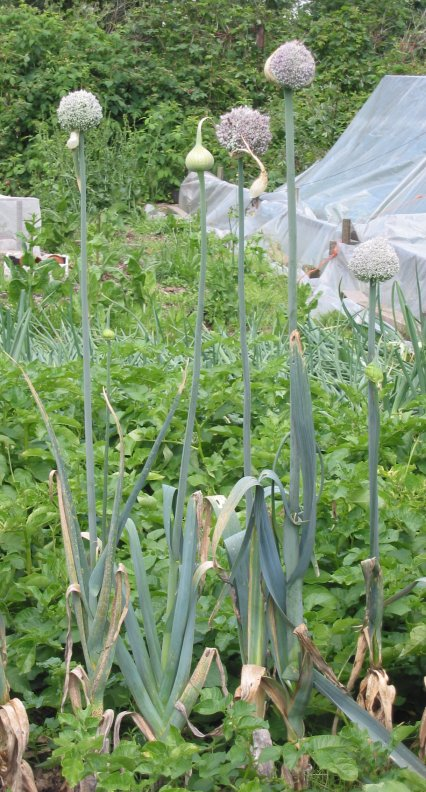
Spatha bij prei

Tot de hoogtebladen of hypsofyl (oorspronkelijke wetenschappelijke term: hypsophyllum) behoren de schutbladen (bractea), schutblaadjes (bracteola), kelk- en kroonkafjes (bij grassen), bloemschede (spatha) (bij krokus en ui) en spathilla (bij Raphia) van een bloeiwijze. 
Een bloemschede (spatha) is een groot schutblad dat de jonge bloem of de gehele bloeiwijze (onder andere bij ui) omhult. Heeft een tak van de bloeiwijze een eigen spatha dan wordt deze een spathilla genoemd. 
Bij zegge wordt de vrouwelijke bloem omgeven door een rondom gesloten bractee, het urntje (urceolus).

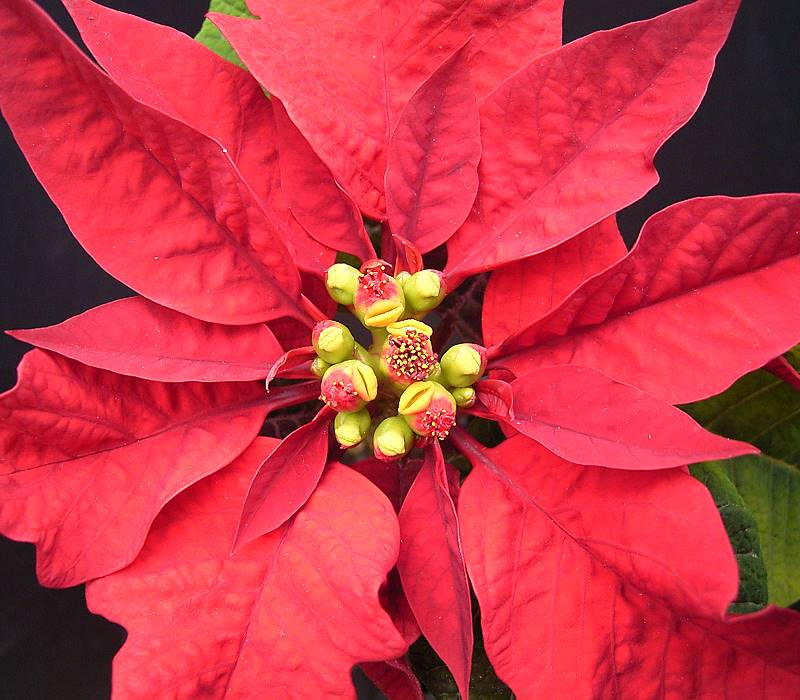
Hoogtebladen (schutbladen) van de Kerstster met opvallend rode kleur